# Simor Krej
Simor Krej (engl. Seymour Cray, 28. septembar 1925 – 5. oktobar 1996) je bio je američki inženjer elektronike i računarski arhitekta, koji je osnovao kompaniju Cray Research. Džoel Birnbaum, tadašnji tehnički direktor kompanije Hewlett-Packard, rekao je o Kreju: „Izgleda nemoguće da se ne pretera sa opisom njegovog uticaja na industriju; mnoge karakteristike visoko performantnih računara koje su svakodnevica danas, bile su praktično nezamislive kada ih je Simor predviđao.” Tadašnji direktor Nacionalnog centra za primene superkompjutera нa Univerzitetu Ilinoja u Urbani-Šampejnu, Lari Smar, rekao je da je Krej „Tomas Edison industrije superkompjutera.”
Rođen je 1925. godine u Čipeva Folsu država Viskonsin. Njegov otac je bio inženjer, koji je proveo poslednje godine svoje karijere radeći za Northern States Power Company. Morao je proći mnogo toga pre nego što je postao gradski inženjer u Čipeva Folsu. Još u ranom detinjstvu Krej je bio fasciniran elektronikom. U srednjoj školi većinu vremena provodio je u laboratorijama. Hobi mu je bio proučavanje električnih uređaja svih tipova. Proučavao je radio-aparate i električne motore.

## Karijera

### 
Maturirao je 1943. pre nego što su ga poslali da radi kao radio operater u Drugom svetskom ratu. Godine 1950. dobija diplomu najnižeg akademskog nivoa za elektronski inženjering na Univerzitetu u Minesoti. Godinu dana kasnije dobija master diplomu za primenjenu matematiku. Krej zatim odlazi u jedan od prvih računarskih firmi u krugovima digitalne tehnologije koja je nosila naziv ERA (Engineering Research Associates). ERA je bila sponzorisana od strane američke mornarice u cilju stvaranja trajnog grafičkog uređivanja. Kada je Krej došao kompanija je radila tek oko godinu dana. Jedan interesantni detalj ove kompanije bio je da je ona napravljena kao fabrika-jedrilica. Kao takva je sagrađena zbog opasnosti od rata. Tako je Krej bio prinuđen da pravi računare u drvenoj jedrilici.
Svoj rad započinje na modelu računara 1100. Kako je kompanija bila nova, Krej je potrošio dosta vremena da istraži kako radi računarski sistem. Slušao je predavanja sručnjaka u ovoj oblasti kao što je Fon Njuman. Međutim, ubrzo je shvatio da nema dovoljno pisanog materijala na osnovu koga bi mogao da se upozna sa razvojem računara pa je morao da izumi mnoge stvari.

#### Osnivanje sopstvene grupe dizajnera
Kako je postao član grupe dizajnera koji su bili zaduženi za usavršavanje dva računara, Krej je osnovao svoju grupu koja će sprovesti dizajniranje sledećeg računara. Ovim napornim tempom danonoćni rad postao je sastavni deo njegovog života. Njegova teorija dizajniranja postala je i jedna koja je odgovarala kritikovanju korisnici. Sakupljajući pohvale i kritike, Krej je razmišljao o stvaranju računara. Prvi računar koji je Krej dizajnirao bio je model 1103. Baziran je tako da je bio jednostavan i u njega nije uključeno ništa što nije bilo neophodno. Konkurenti u poslu zbunjeno su zviždali gledajući u šeme, ali je Krej shvatio suštinu. Da bi sistem bio jednostavan Krej se koncentrisao na brzo završavanje projekta. Iako je vreme bilo bitnije od bilo čega, sama brzina je bila presudan faktor u pravljenju računara.

### 
Posle par godina, ERA-u je kupio Remington Rend (Remington Rand). Menjanje vlasnika ipak nije promenilo značaj Krejovog rada. Kasnije ERA je prodata kompaniji Sperry, a zatim Burroughs. Za razliku od vlasnika proizvodnja i zaposleni su ostali isti. Međutim, Krej odlučuje da se priključi Bilu Norisu i da pomogne u stvaranju Control Date Corporation (CDC). Iako nije bio jedini, bio je prvi koji je učestvovao u stvaranju CDC-a i koji je bio tehnički orijentisan za posao. Krej je imao svoju zamisao i želeo je da stvori brže i jednostavnije računare. Iako su drugi bili za komercijalnije računarske sisteme, Krej je zadržao svoje mišljenje i ubedio druge da treba stvoriti jednostavniji računar.

### Metode stvaranja novog računara
Krej je imao određene metode za stvaranje novog računara. Prvi korak je uzimanje ulaznih jedinica računara od korisnika koji su koristili prethodne modele. Zatim bi proučio njihove sugestije i pomoću ovih informacija osmislio bi kako iste mogu koristiti u njegovom poslu. Mnogo je rizikovao kako bi se uverio da će njegov cilj biti dostignut, a sam cilj je bio da stvori najbrži računar za naučne svrhe. Krej bi sakupio sporna pitanja koja su obuhvatala instrukcije računara, veličinu memorije i njen sklop. Kada se bude odgovorilo na ova pitanja tehničari ce biti u mogućnosti da stvore ovaj računar. Krejov prvi projekat sa CDC-om bio je računar 1604. Računar je imao uspešnu proizvodnju. Sledeći modeli bili su 6600 i 7600.

### 
Godine 1972. Krej je shvatio da se tržište za računare smanjilo pa je CDC prekinuo svoja ulaganja u ovoj oblasti. Zbog toga Krej odlučuje da je 1972. dobro vreme za otvaranje male firme koja će preuzeti ovo tržište. To je samim tim bio početak preduzeća Cray Research. Krej je koristio najnoviju tehnologiju, integrisana kola i vektorsku tehnologiju registrovanja da napravi Krej 1. U njegovom dizajniranju Krej je bio u mogućnosti da se umetnički izrazi davajući Kreju 1 atraktivan izgled. On je bio takvog oblika da su žice bile na kraćoj unutrašnjoj površini modula. Krej je nastavio da dizajnira sledeći veoma uspešan računar, Krej 2. Krej 3 je mogao dostići brzinu do 500 MHz, ali nijedan nije bio prodat. Krej 4 je bio dva puta brži nego prethodni ali nikada nije bio završen.
Pošto je ovaj uspešan posao dao Kreju osećaj za posao,nastavio je da stvara još jednu kompaniju. Nazvao ju je Cray Computer Corporation. Ovaj posao je propao, pa je otprilike godinu i po dana kasnije, 1996, Krej poslednji put pokušao da napravi kompaniju koja bi proizvodila super brze naučne računare.

### Krejova kompjuterska korporacija
Krej je odlučio da odvoji laboratoriju u Kolorado Springsu i formira Krejovu računarsku korporaciju. Ovaj novi entitet je sa sobom poneo projekat Krej-3.
Krej-3 od 500 MHz pokazao se kao Krejov drugi veliki neuspeh. Da bi obezbedio desetostruko povećanje performansi koje je uvek zahtevao od svojih najnovijih mašina, Krej je odlučio da će mašina morati da bude napravljena korišćenjem poluprovodnika od galijum-arsenida. U prošlosti, Krej je uvek izbegavao da koristi bilo šta čak i blizu najsavremenijeg nivoa, radije je koristio dobro poznata rešenja i dizajnirao brzu mašinu zasnovanu na njima. U ovom slučaju, Krej je razvijao svaki deo mašine, čak i čipove u njoj.
Ipak, tim je uspeo da pokrene mašinu i isporučio je svoj prvi primer NCAR-u 24. maja 1993. godine.
Mašina je i dalje u suštini bila prototip, a kompanija je koristila instalaciju za otklanjanje grešaka u dizajnu. Do tada je na tržište dolazio veliki broj masovno paralelnih mašina sa odnosom cena/performanse koje Crai-3 nije mogao da dodirne. Krej je odgovorio „grubom silom“, počevši od dizajna Krej-4 koji bi radio na 1 GHz i nadjačao ove mašine, bez obzira na cenu.
Godine 1995, nije bilo dalje prodaje Kreja-3, a kraj Hladnog rata učinio je malo verovatnom da će iko kupiti dovoljno Krej-4 mašina da ponudi povraćaj sredstava za razvoj. Kompanija je ostala bez novca i podnela je zahtev za stečaj po poglavlju 11 dana 24. marta 1995.

### SRC računari
Krej se uvek opirao masovnom paralelnom rešenju za brzo računarstvo, nudeći niz razloga zbog kojih ono nikada neće funkcionisati kao jedan veoma brz procesor. Čuveno je rekao: „Ako biste orali njivu, šta biste radije koristili: dva jaka vola ili 1024 kokoši?“ Do sredine 1990-ih, postajalo je sve teže opravdati ovaj argument, a moderna tehnologija kompajlera učinila je da razvoj programa na takvim mašinama nije mnogo teži od njihovih jednostavnijih pandana.

## Neočekivana smrt
Dana 22. septembra 1996. oko tri sata popodne Simor Krej izašao je na istočni deo auto-puta iz bulevara Severne Akademije u Koloradu. Ševrolet Kamaro ga je pratio. Kamaro je probao da se prebaci u levu traku i za malo udario Pontijak Grand Priks u levoj traci. Grand Priks je skrenuo sa puta na trotoar, zatim ponovo na put i udario Kamara. Kamaro se okrenuo na sredinu puta ali Grand Priks je proklizao više i udario u zadnja leva vrata Krejovog Čirokia. Čiroki se okrenuo suprotno od smera kazaljke na satu, pre nego što se prevrnuo tri puta i zaustavio na sredini trake. Krej je imao slomljen vrat, rebra i nekoliko povreda glave. Odveden je ambulantnim kolima u bolnicu gde je operisan radi smanjivanja otoka mozga. Krej je ostao u kritičnom i nestabilnom stanju do 5. oktobra kada je preminuo u 2:53 ujutru.

## Literatura
- Bell, Gordon (10. 11. 1997). „A Seymour Cray Perspective”. Microsoft Research.
- Howard, Toby (februar 1997). „Seymour Cray: An Appreciation”. Personal Computer World.
- Murray, Charles J. (1997). The Supermen: The Story of Seymour Cray and the Technical Wizards behind the Supercomputer. John Wiley & Sons. ISBN 978-0-471-04885-5.
- Pagelkopf, Don;  . (1975). „Reminiscences of computer architecture and computer design at Control Data Corporation”. University of Minnesota Digital Conservancy. Charles Babbage Institute. Discussion topics include Control Data Corporation, CDC 1604, CDC 6600, CDC 7600, CDC 8600, CDC STAR-100 and Seymour Cray.